# Bjørgo Station
Bjørgo Station (Bjørgo stasjon) var en jernbanestation på Valdresbanen, der lå i Nord-Aurdal kommune i Norge.
Stationen åbnede 1. oktober 1905, da banen blev forlænget fra Tonsåsen til Aurdal. Den blev nedgraderet til holdeplads 7. januar 1968 og til trinbræt 10. juni 1968. Stationen blev nedlagt sammen med strækningen mellem Dokka og Fagernes 1. januar 1989. Sporet mellem Bjørgo og Leira, hvor stationen lå, blev taget op i 2002, så banen nu ender i Bjørgo.
Stationsbygningen blev opført til åbningen i 1905. Den blev solgt fra i 1985. Den er beskyttet i henhold til administrativ beslutning. Der er udstillet nogle jernbanevogne på stationsområdet.